# Visse (planteslægt)
 For alternative betydninger, se Visse. (Se også artikler, som begynder med Visse)
Visse (Genista) er en slægt med henved 40 arter, som findes udbredt i Europa, Mellemøsten og Nordafrika. Det er buske eller dværgbuske, med en riset og opstigende til opret vækst. Skuddene har et ruderformet tværsnit, og adskillige arter er tornede. Bladene er spredtstillede og enten hele eller trekoblede. Blomsterne er som regel gule og formet som typiske ærteblomster. De er ofte samlet i endestillede stande. Frugterne er tørre bælge med flere frø i hver. Her beskrives kun de arter, som er vildtvoksende i Danmark, eller som dyrkes her.
| Beskrevne arter |

- Engelsk visse (Genista anglica)
- Tysk visse (Genista germanica)
- Håret visse (Genista pilosa
- Stuevisse Genista stenopetala
- Farvevisse (Genista tinctoria) eller vild farvevisse

| Andre arter |

| - Genista aetnensis - Genista canariensis - Genista cinerea - Genista clavata - Genista corsica - Genista ephedroides - Genista falcata - Genista ferox - Genista florida - Genista hispanica - Genista hystrix | - Genista linifolia - Genista lydia - Genista maderensis - Genista microcephala - Genista monspessulana - Genista pseudopilosa - Genista pulchella - Genista radiata - Genista ramosissima - Genista sagittalis - Genista scorpius | - Genista sibirica - Genista splendens - Genista sylvestris - Genista tenera - Genista tournefortii - Genista triacanthos - Genista tricuspidata - Genista tridentata - Genista umbellata |

De middelalderlige engelske konger af slægten Plantagenet brugte oprindeligt Visse ("planta genista") som deres skjoldmærke, og det gav dem deres navn.